# Andrychów (stacja kolejowa)
Andrychów – stacja kolejowa w Andrychowie, w województwie małopolskim, w Polsce. Według klasyfikacji PKP ma kategorię dworca regionalnego. Ruch na stacji kierowany jest z jednej nastawni dysponującej „An” wyposażonej w urządzenia przekaźnikowe typu OSA.

## Ruch pasażerski
| Rok  | Wymiana pasażerska na dobę |
| ---- | -------------------------- |
| 2017 | 100-149                    |
| 2022 | 200-299                    |
| 2023 | 300-499                    |

## Historia
Stacja powstała w 1888 r., wraz z budową linii kolejowej z Bielska do Kalwarii Zebrzydowskiej, stanowiącej przedłużenie Kolei Miast Morawsko-Śląskich.